# Ljubčo Djakov
Ljubčo Stojanov Djakov (in bulgaro Любчо Стоянов Дяков?; Jambol, 17 maggio 1954) è un ex tiratore a segno bulgaro.

## Palmarès

### Olimpiadi
- 1 medaglia:
  - 1 bronzo (Mosca 1980 nella pistola 50 metri)